# Antv

Logo (2019).

Antv est un réseau de chaînes télévisées indonésiennes basé à Jakarta. Fondé en 1993, il atteint 130 millions de personnes.